# (37274) 2000 XO42
2000 XO42 (asteroide 37274) é um asteroide da cintura principal. Possui uma excentricidade de 0.26624850 e uma inclinação de 14.67349º.
Este asteroide foi descoberto no dia 5 de dezembro de 2000 por LINEAR em Socorro.